# Zoltán Nemere
Zoltán Nemere (Bokod, 20 aprile 1942 – Felgyő, 6 maggio 2001) è stato uno schermidore ungherese, vincitore di due medaglie d'oro nella scherma ai giochi olimpici.